# Marcia Oakes Woodbury

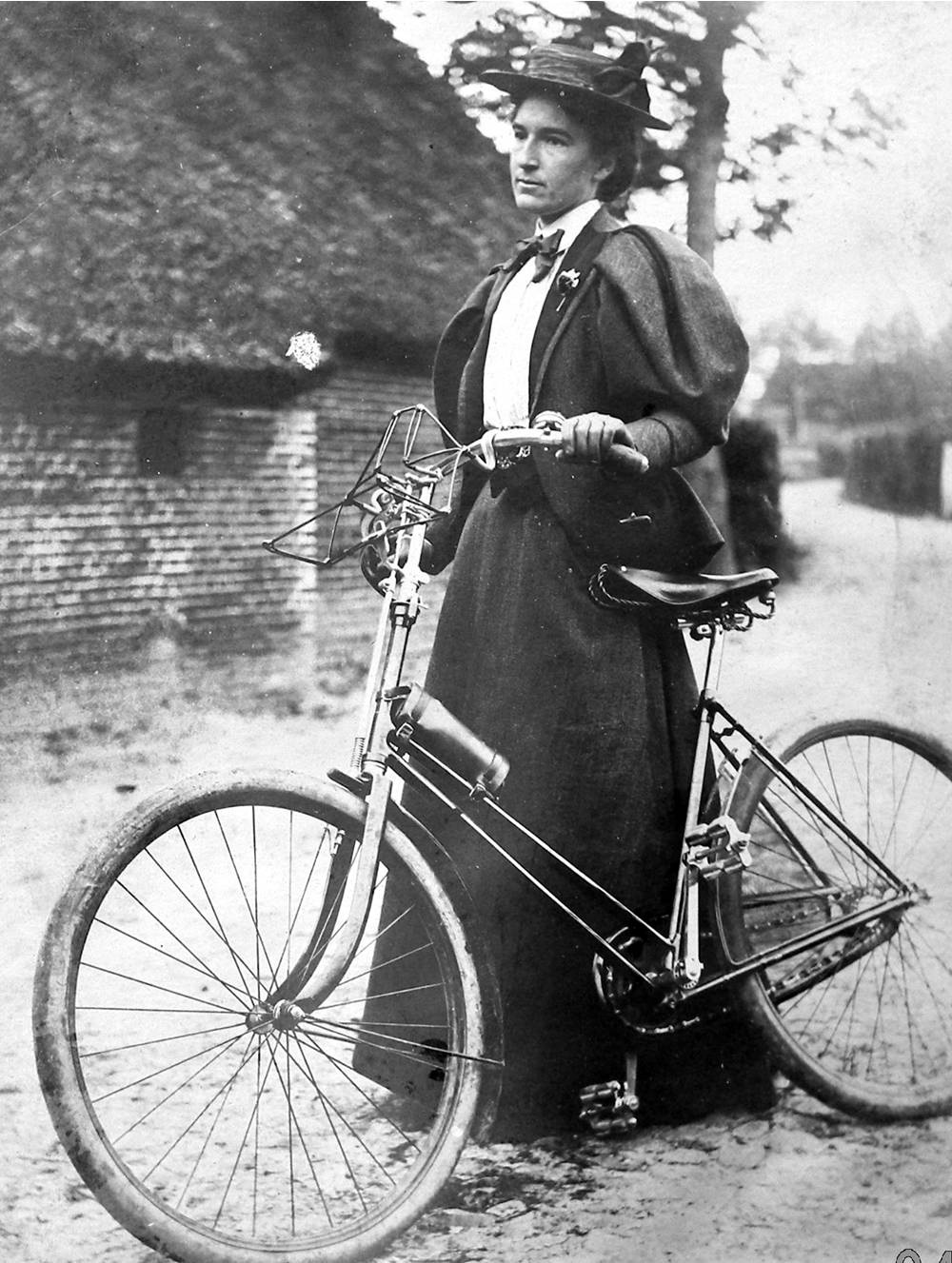
Marcia Oakes Woodbury in 'Holland'

Susan "Marcia" Oakes Woodbury, ook wel "Susie" genoemd (North-Berwick, Maine, 20 juni 1865 - Ogunquit, Maine, 7 november 1913) was een Amerikaans kunstschilderes. Van 1890 tot 1895 werkte ze in Nederland, onder andere in Laren, samen met haar man Charles Herbert Woodbury.

## Leven en werk
Oakes volgde eind jaren 1880 schilderlessen bij Charles Herbert Woodbury, met wie ze in 1890 zou trouwen. Het koppel reisde vervolgens naar Europa. Begin 1890 studeerden ze samen enkele maanden aan de Académie Julian. Ze bezochten diverse Europese landen, maar waren het meest onder de indruk van Nederland. Van medio 1890 tot 1895 werkten ze in Dordrecht, Volendam, Katwijk aan Zee en vooral Laren, te midden van schilders uit de Haagse- en Larense school. Oakes maakte vooral naam met haar sympathieke en waarachtige portretten van Hollandse kinderen in klederdracht. Haar bekendste werk uit deze periode is Moeder en dochter. Het geheele leven, waarin ze haar bewondering uitdrukte voor de opeenvolgende generaties van vrouwen die hun leven vroom wijdden aan huiselijke bedrijvigheid, zoals het spinnen. In 1903 en 1907 keerden het echtpaar vanuit Amerika nog tweemaal terug naar Nederland. In de Verenigde Staten verdeelden ze hun tijd meestal tussen hun woning in Boston en Ogunquit, in Maine.
Oakes Woodbury overleed in 1913, plotseling, 48 jaar oud. Haar man kon niet bij de begrafenis aanwezig zijn omdat hij vastzat in een sneeuwstorm. Kort na haar dood werd in het Museum of Fine Arts te Boston een retrospectieve tentoonstelling van haar werk georganiseerd.

## Galerij

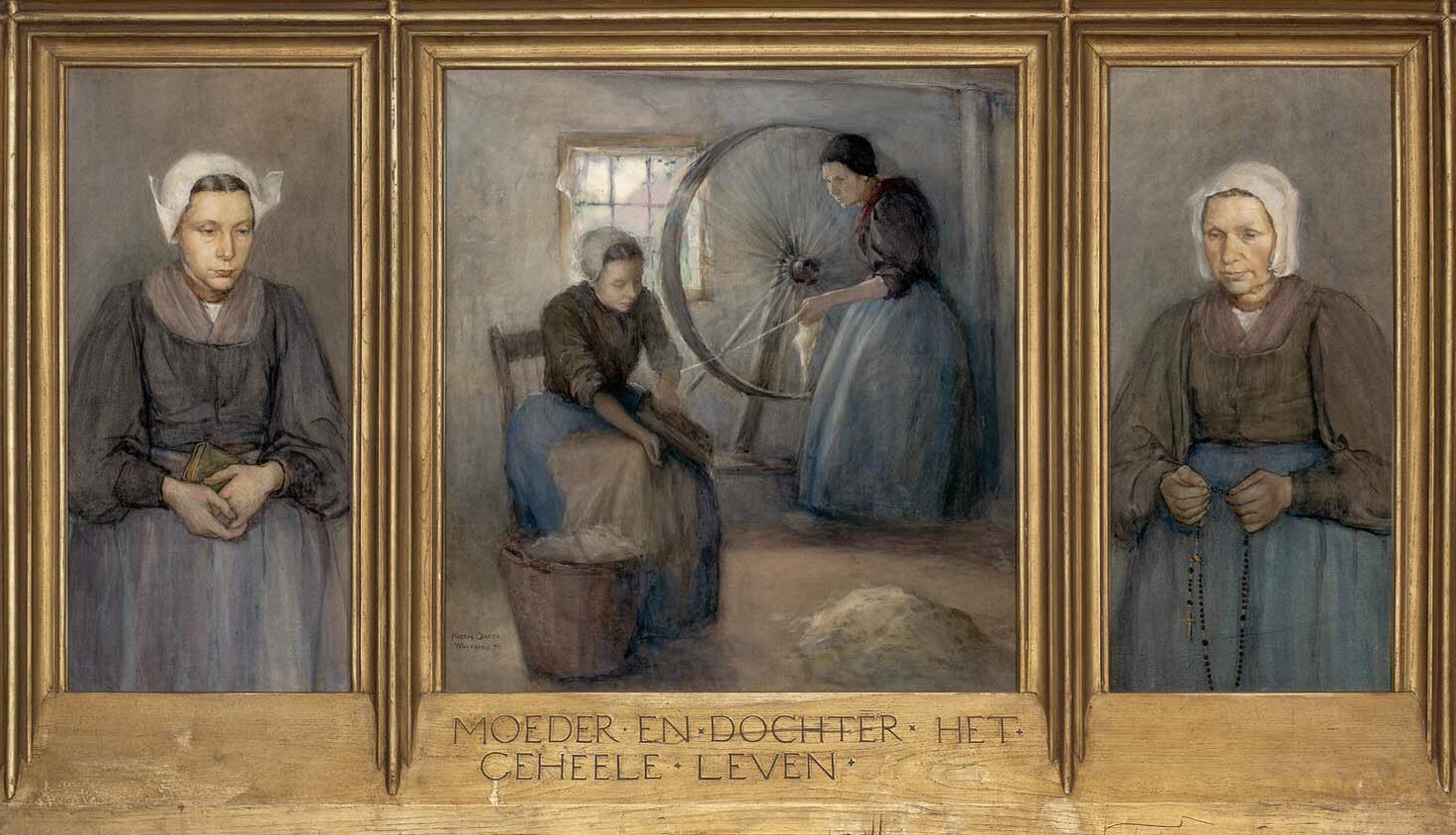
Moeder en dochter. Het geheele leven
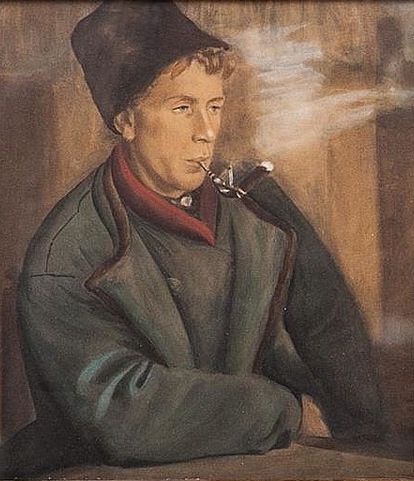
Man met pijp
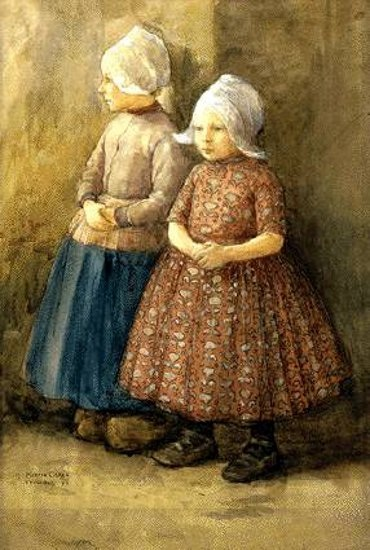
Twee Hollandse meisjes
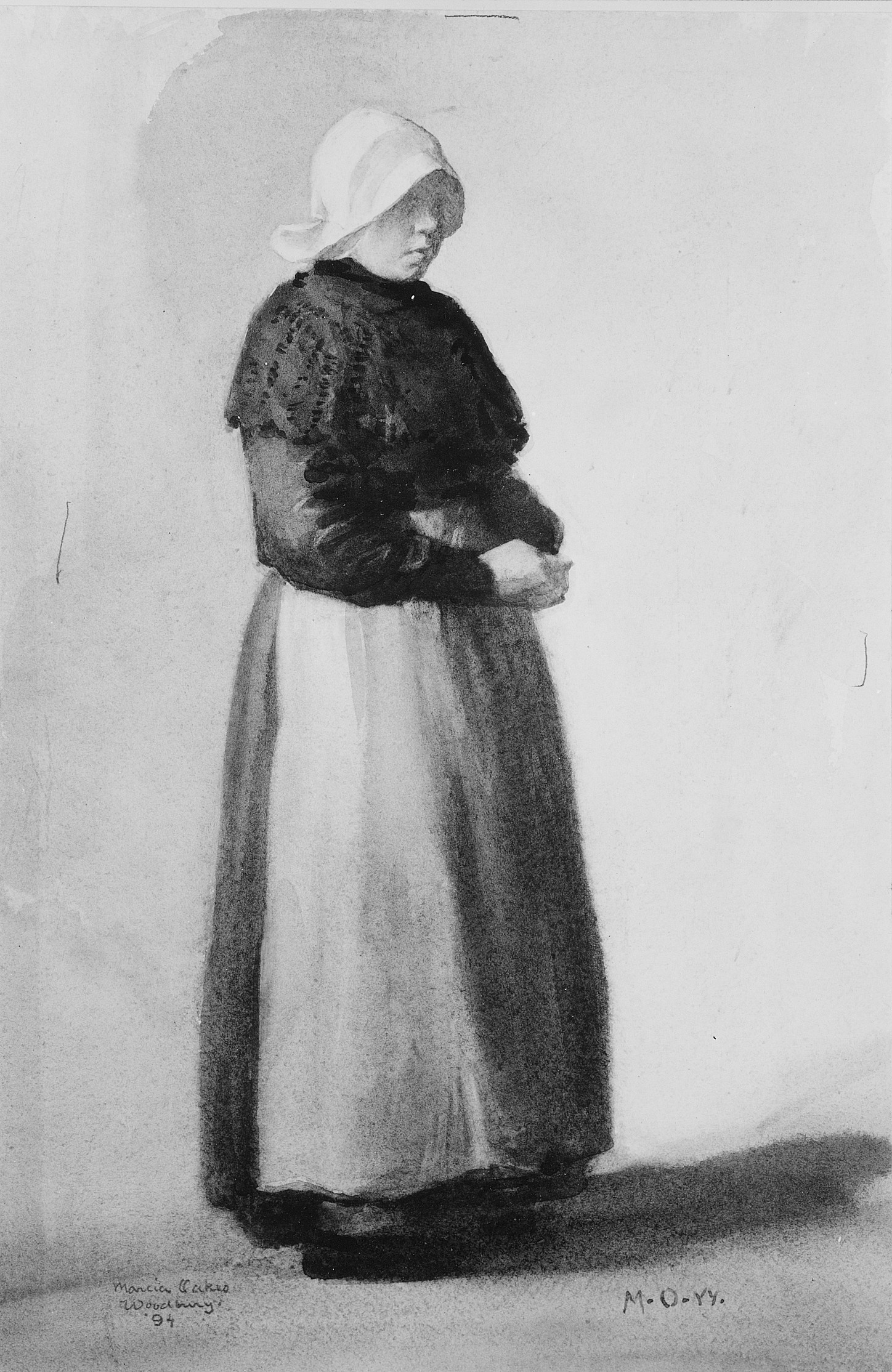
Nederlandse vrouw
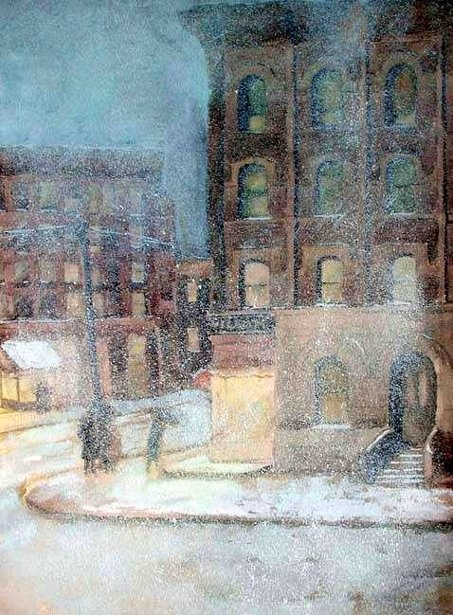
Snowfall, New York